# SOAS Universitat de Londres

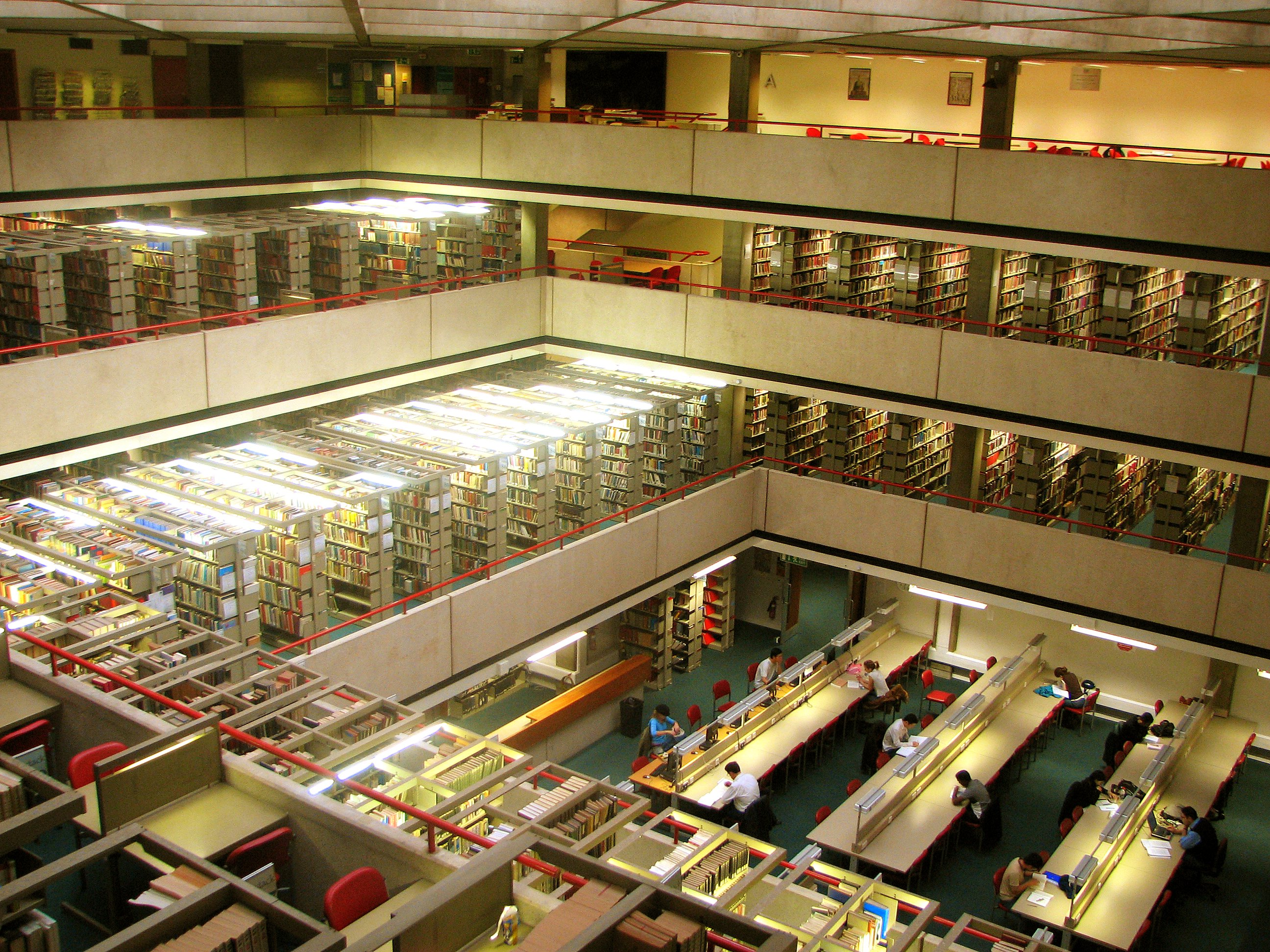
Interior de la biblioteca de SOAS

SOAS Universitat de Londres (School of Oriental and African Studies) es va fundar el 1916 com a Escola d'Estudis Orientals, essent Àfrica afegida al nom de l'escola a la dècada del 1930. La funció per la qual es va crear el centre era principalment formar el funcionariat colonial per a les seves destinacions a l'Imperi Britànic. Des d'aleshores, el propòsit de SOAS ha canviat i l'escola ha esdevingut la primera institució del món en influència i innovació per a estudiar Àsia i Àfrica. És un college de la Universitat de Londres els camps d'estudi del qual inclouen Dret, Ciències Socials, Humanitats i Idiomes amb especial referència a Àsia i Àfrica. La biblioteca de SOAS, situada en un edifici dissenyat a la dècada del 1970 per l'arquitecte Denys Lasdun, és la més gran relativa a Àsia i Àfrica a Europa.
La institució ha crescut considerablement en els darrers anys, de menys de 1000 estudiants en estudis de llicenciatura en els anys 1970 a més de 3000 en l'actualitat, i aproximadament la meitat són estudiants de postgrau.
El centre d'estudis també acull la Galeria Brunei, completada el 1995, que acull exhibicions temporals de materials històrics i contemporanis que reflecteixen temes i regions estudiades a SOAS. De 1952 i fins al 2007, també havia estat seu de la Fundació Percival David d'Art Xinès, una de les col·leccions més importants de ceràmica xinesa a Europa. Actualment aquesta es conserva al Museu Britànic.
El campus principal va ser traslladat a un nou edifici expressament construït, just al costat de la Plaça Russell a Bloomsbury, el 1938. L'edifici de la biblioteca actual es va inaugurar el 1977, la Galeria Brunéi el 1995, i una extensió de l'edifici de la biblioteca es va obrir el 2004. Un nou campus a la Plaça Vernon d'Islington es va inaugurar el 2001.
SOAS és constantment qualificada com una de les deu millors institucions d'educació universitària als rànquings de les universitats britàniques. Els graduats a SOAS poden trobar-se arreu del món en posicions d'influència en àmbits acadèmics, diplomàcia, periodisme, govern, dret, institucions internacionals, organitzacions no governamentals, sector bancari i financer, art, mitjans de comunicació i educació.